# Bernardo Gutiérrez
Bernardo Gutiérrez Zuluaga (Medellín, 1954 - Roma, 24 de febrero de 2008) fue un político e insurgente marxista colombiano. Comandante del Ejército Popular de Liberación (EPL) hasta la desmovilización del mismo en 1991.

## Biografía

### Militancia en las FARC-EP
Se vinculó a las Fuerzas Armadas Revolucionarias de Colombia (FARC) antes de finalizar su bachillerato. En 1978, se retiró del Frente 5 de las FARC y se unió al EPL con 11 combatientes más y al Partido Comunista de Colombia ML, disidencia del Partido Comunista Colombiano, por lo cual las FARC lo consideró un traidor y un infiltrado.

### Militancia en el EPL
En 1987 sucedió a Ernesto Rojas en la comandancia del EPL, y a Oscar William Calvo, asesinado por miembros del Ejército Nacional como vocero político, en 1985.

#### Comandante del EPL
Como Comandante del EPL, participó en las negociaciones de paz con el gobierno colombiano entre 1990 y 1991, lideró la desmovilización del 95% de dicho grupo con 17 de sus 18 frentes y, el 1 de marzo de 1991, entregaron las armas tres meses antes que se promulgara la nueva Constitución Política de Colombia.

### Desmovilización del EPL
El EPL se transformó en el Movimiento Esperanza, Paz y Libertad, el cual se uniría a la Alianza Democrática M-19 (AD M-19). Gutiérrez participó como parte de la AD M-19 en las sesiones de la Asamblea Constituyente de Colombia de 1991.

### Participación política
Fue senador de Colombia por la Alianza Democrática M-19 en el período siguiente a la promulgación de la nueva constitución (entre 1991 y 1994). La facción disidente del EPL que no se desmovilizó, liderada por Francisco Caraballo, intentó secuestrar y asesinar a Gutiérrez al considerarlo un traidor de la causa insurgente. En 1994, para protegerlo de las amenazas tanto de las FARC-EP como de la disidencia del EPL, fue enviado por el gobierno de Colombia a Italia como secretario ante la FAO y, en 2003, protagonizó una toma pacífica a la Embajada Colombiana en Roma. Para continuar como exiliado en Italia, fue nombrado por el Polo Democrático como representante de este movimiento político en ese país.

## Muerte
Falleció en Roma el 24 de febrero de 2008 de cáncer.